# 코노버투코투코
코노버투코투코(Ctenomys conoveri)는 투코투코과에 속하는 설치류의 일종이다. 아르헨티나와 볼리비아 그리고 파라과이에서 발견된다.

## 특징
코노버투코투코는 투코투코속 중에서 가장 큰 종으로 꼬리 길이 최대 12cm를 제외한 몸길이가 약 59cm 정도이다. 몸무게는 최대 1.2kg이다. 뒷 발 길이는 약 60mm이고 귀 길이는 최대 15mm이다. 수컷이 암컷보다 크다. 털은 길고 비교적 거칠다.

## 분포
볼리비아 남부 산타크루스주와 추키사카주, 타리하주, 파라과이 북부 보케론 주에서 발견된다.